# 舒茨伯里 (麻薩諸塞州)
舒茨伯里（英語：Shutesbury）是一個位於美國麻薩諸塞州富蘭克林縣的鎮。

## 人口
根據2020年美國人口普查的數據，舒茨伯里的面積為70.40平方千米，當中陸地面積為68.90平方千米，而水域面積為1.50平方千米。當地共有人口1717人，而人口密度為每平方千米24人。